# Episodi di 87ª squadra
La prima e unica stagione di 87ª squadra composta da 30 episodi, è stata trasmessa negli Stati Uniti d'America sul canale NBC dal 25 settembre 1961 al 30 aprile 1962. In Italia viene trasmessa nel 1963 sul Secondo programma.
| n° | Titolo originale               | Titolo italiano | Prima TV USA      | Prima TV Italia |
| -- | ------------------------------ | --------------- | ----------------- | --------------- |
| 1  | The Floater                    |                 | 25 settembre 1961 | 1963            |
| 2  | Lady in Waiting                |                 | 2 ottobre 1961    |                 |
| 3  | Lady Killer                    |                 | 9 ottobre 1961    |                 |
| 4  | The Modus Man                  |                 | 16 ottobre 1961   |                 |
| 5  | Line of Duty                   |                 | 23 ottobre 1961   |                 |
| 6  | Occupation, Citizen            |                 | 30 ottobre 1961   |                 |
| 7  | Killer's Payoff                |                 | 6 novembre 1961   |                 |
| 8  | The Guilt                      |                 | 13 novembre 1961  |                 |
| 9  | Empety Hours                   |                 | 20 novembre 1961  |                 |
| 10 | My Friend, My Enemy            |                 | 27 novembre 1961  |                 |
| 11 | The Very Hard Hell             |                 | 4 dicembre 1961   |                 |
| 12 | Til Death                      |                 | 11 dicembre 1961  |                 |
| 13 | The Heckler                    |                 | 18 dicembre 1961  |                 |
| 14 | Run, Rabbit, Run               |                 | 25 dicembre 1961  |                 |
| 15 | Main Event                     |                 | 1º gennaio 1962   |                 |
| 16 | Man in a Jam                   |                 | 8 gennaio 1962    |                 |
| 17 | Give the Boys a Great Big Hand |                 | 15 gennaio 1962   |                 |
| 18 | Out of Order                   |                 | 22 gennaio 1962   |                 |
| 19 | The Pigeon                     |                 | 29 gennaio 1962   |                 |
| 20 | A Bullet for Katie             |                 | 12 febbraio 1962  |                 |
| 21 | King's Ransom                  |                 | 19 febbraio 1962  |                 |
| 22 | Feel of the Trigger            |                 | 26 febbraio 1962  |                 |
| 23 | Killer's Choise                |                 | 5 marzo 1962      |                 |
| 24 | Square Cop                     |                 | 12 marzo 1962     |                 |
| 25 | Step Forward                   |                 | 26 marzo 1962     |                 |
| 26 | Idol in the Dust               |                 | 2 aprile 1962     |                 |
| 27 | Ramon                          |                 | 9 aprile 1962     |                 |
| 28 | New Man in the Precinct        |                 | 16 aprile 1962    |                 |
| 29 | The Last Stop                  |                 | 23 aprile 1962    |                 |
| 30 | Girl in the Case               |                 | 30 aprile 1962    |                 |